# Aphanobionta
Aphanobionta (sinonim: Acytota; virusi i viroidi), naziv za viruse i viroide, najsitnije čestice u sustavu Biota. Uzročnici su bolesti kako kod životinja i biljaka tako i kod bakterija i archaea (prabakterija).
Ni virusi kao ni još sitniji viroidi nemaju stanične strukture, a repliciraju se samo unutar neke druge stanice.
Postoje glavne dvije domene: a) Aminoacuea koji obuhvaća diviziju Priones s rodovima BSE, kuru i Scrapie i b) Nucleacuea s virusima i viroidima. U novije vrijeme publiciran je klasifikacijski sustav koji podrazumijeva pet domena, od čega dvije domene obuhvaćaju bezstanične organizme: Prionobiota (bezstanični organizmi bez nukleinske kiseline) i Virusobiota (bezstanični organizmi s nukleinskom kiselinom.